# 大麻町池谷
大麻町池谷（おおあさちょういけのたに）は、徳島県鳴門市の大字。郵便番号は779-0303。

## 地理
鳴門市の中央よりやや西部に位置。東は大麻町大谷、南は大谷川の旧流路をもって大麻町松村・大麻町高畑および大麻町三俣、西は大麻町萩原、北西は大麻町板東に接する。北は山地、南半の平野部は農業地域。
水昌池をはじめとする農業用溜池や用水堀が発達している。徳島県道12号鳴門池田線が東西に通り、その北側に同線のバイパスが通じる。地内南端でJR高徳線と鳴門線が分岐し、池谷駅がある。駅前からは板野郡北島町方面へ徳島県道167号北島池谷停車場線が通じる。
県史跡に指定されている池谷宝幢寺古墳と天河別神社号墳群があり、古墳群を保存するために県道12号線の工事の際に池谷トンネルが作られた。この他にも地内には土御門天皇御火葬塚・阿波神社などがある。

### 小字
| - 大石 - 勝明寺谷 - 助ケ谷 - 滝ケ谷 - 土池 | - 中内 - 中谷 - 中津 - 長田 - 西谷 | - 浜田 - 日開谷 - 東谷 - 東中谷 - 孫太郎谷 | - 丸池 - 柳の本 |  |

## 歴史
江戸時代初期には板東郡であり、寛文4年（1664年）に板野郡の所属となった。
町村制が施行された1889年（明治22年）、池谷は板野郡堀江村の大字となった。1953年（昭和28年）4月、堀江村が町制を施行して堀江町となり、池谷は堀江町の大字となった。1959年（昭和34年4月）、板東町と堀江町が合併して大麻町が発足し、池谷は大麻町の大字となった。1967年（昭和42年）、大麻町が鳴門市に編入され、池谷は鳴門市の大字となった。

## 世帯数と人口
2022年（令和4年）7月31日現在の世帯数と人口は以下の通りである。
| 町丁       | 世帯数  | 人口  |
| ---------- | ------- | ----- |
| 大麻町池谷 | 246世帯 | 549人 |

## 小・中学校の学区
市立小・中学校に通う場合、学区は以下の通りとなる。
| 番地 | 小学校               | 中学校             |
| ---- | -------------------- | ------------------ |
| 全域 | 鳴門市立堀江北小学校 | 鳴門市立大麻中学校 |

## 施設
- 鳴門市大麻中学校
- 阿波神社
- 土御門天皇御火葬塚
- 池谷宝幢寺古墳
- 天河別神社号墳群

## 交通

### 鉄道
- JR高徳線・鳴門線 池谷駅

### 道路
都道府県道
- 徳島県道12号鳴門池田線
- 徳島県道167号北島池谷停車場線

### 路線バス
徳島バス
- 池谷駅前